# Pampusana xanthonura
La paloma perdiz de las Marianas o paloma perdiz de Marianas (Pampusana xanthonura) es una especie de ave columbiforme de la familia Columbidae propia de la Melanesia, que habita en las islas Marianas.  

## Descripción
Mide unos 26 cm de largo y pesa entre 58 a 140 gr. El plumaje del cuerpo del macho es de un tono marrón chocolate, su cabeza y pecho son blancos, mientras que las hembras poseen el plumaje de un tono marrón grisáceo uniforme sin las zonas blancas que exhibe el macho.

## Distribución y hábitat
Se encuentra en la zona norte de las islas Marianas, habitando en los bosques nativos húmedos y plantaciones. Fue erradicada de la isla de Guam por la depredación realizada por la serpiente invasora Boiga irregularis, que fuera introducida accidentalmente en Guam. Algunos ejemplares suelen aparecer por la isla, muy probablemente sean individuos que provienen de la isla de Rota. Las aves son tímidas y suelen permanecer escondidas.

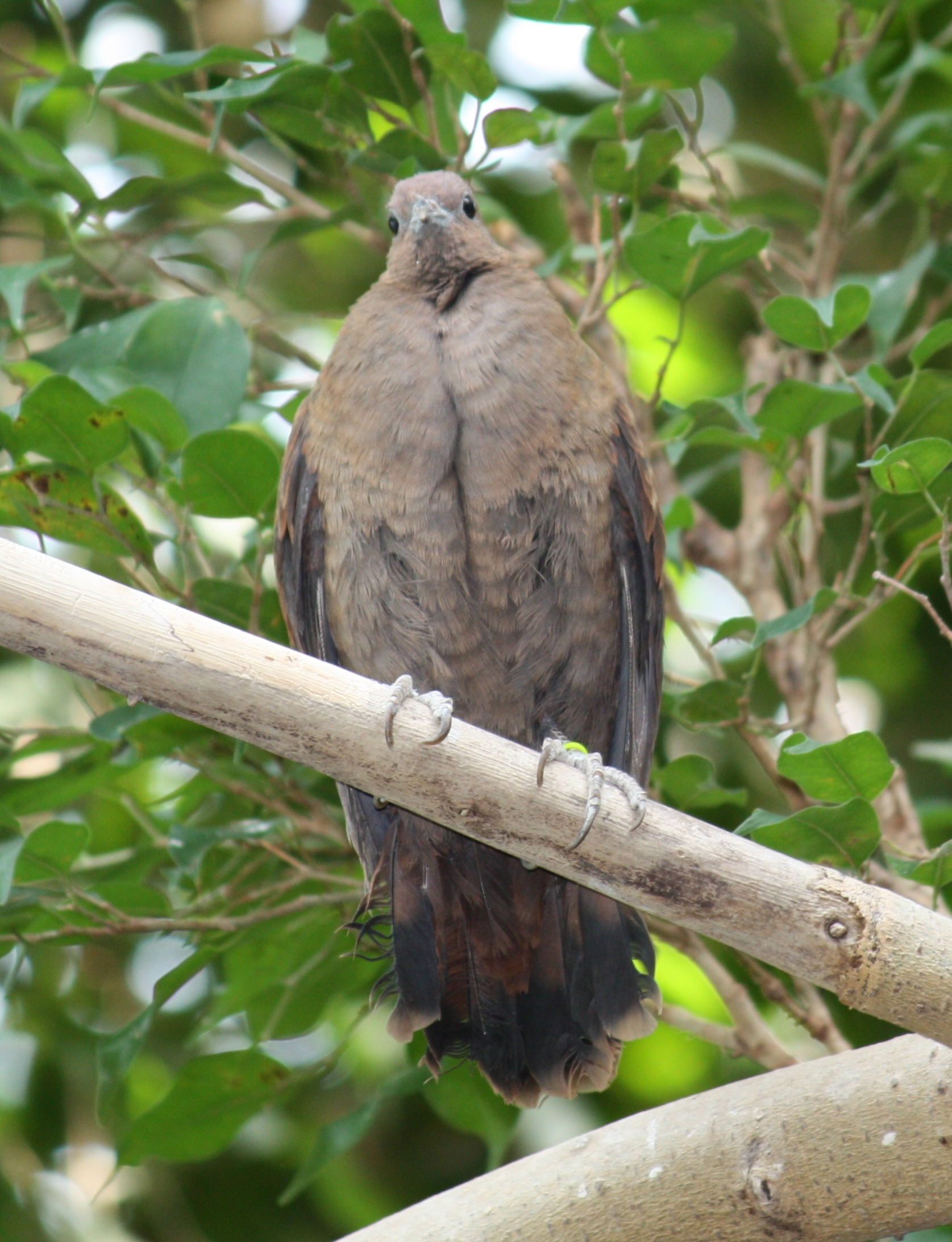
Hembra, se observa su plumaje marrón.